# Белорусско-польские отношения
Дипломатические отношения между Беларусью и Польшей были установлены 2 марта 1992 года. В 1992 году в Минске было открыто посольство Польши, а в 1993 году было открыто посольство Беларуси в Варшаве.
Двусторонние отношения являются важными для обоих государств, прежде всего из-за географической и историко-культурной близости, а также благодаря наличию значительных меньшинств — белорусского в Польше и польского в Беларуси.

## История
После событий августа 1991 года польский Сейм заявил о Беларуси как де-факто суверенной. Официальное признание последовало в марте 1992 года, таким образом, Польша стала вторым после Украины государством, установившем с Беларусью дипломатические отношения. Тогда же, в 1992 г. был подписан Договор о добрососедстве и дружелюбном сотрудничестве.
В начале и середине 1990-х гг. Польша, которая, в отличие от Беларуси, изначально взяла курс на интеграцию в евроатлантические структуры, проявила себя как действенного и инициативного актора на восточном направлении. Тогда же были заложены основы будущей политики польского «патернализма», покровительства Минску. Так, после республиканского референдума 1996 г. по пересмотру Конституции, который Европейским Союзом и Соединенными Штатами был признан недемократическим, именно Варшава пыталась доказать, что большая изоляция республики, её выпадение из русла общеевропейской политики будут прямо способствовать развитию интеграционных процессов СНГ и ОДКБ, а также российско-белорусского проекта Союзного государства: «Польша уже давно пытается убедить Запад в том, чтобы тот не прекращал усилий по втягиванию Беларуси в сферу своего влияния». Исходя из этого, Польша пошла на ряд уступок белорусскому режиму: в частности, являясь координатором Центральноевропейской инициативы (ЦЕИ), польская дипломатия способствовала переводу в 1996 г. Беларуси из ассоциированных в постоянные члены этой организации. Это стало своего рода компромиссным вариантом для Минска, который в то время претендовал на членство в Совете Европы, но руководство организации сомневалось в том, что страна сможет сохранить свой государственный суверенитет в условиях образования Сообщества России и Беларуси.
Вместе с тем, однако, белорусско-польские отношения в 1990-е гг. не вышли за рамки стандартных межгосударственных договоров и соглашений. Сказалось негативное отношение Варшавы к интеграционным процессам внутри СНГ и Союзного государства России и Беларуси, к которым явно тяготел Минск. За любыми попытками польской дипломатии наладить контакты с белорусским руководством ревностно следили в Москве, да и финансовыми средствами, которые были необходимы для восстановления прерванных экономических, культурных связей не обладали в должной мере ни Беларусь, ни Польша.
1999 год и вступление в НАТО Польши заметно осложнило и без того непростые отношения Минска и Варшавы. Белорусское руководство не смогло выработать собственного взвешенного и прагматичного подхода, ограничившись эмоциональной риторикой, во многом повторявшей российскую позицию в этом вопросе[уточнить], и доведя страну до положения самоизоляции. Неслучайно именно тогда в двусторонних белорусско-польских отношениях произошел первый наиболее серьёзный кризис на почве притеснения (с точки зрения Варшавы) польского меньшинства в республике и который на долгое время станет рефреном их отношений. Скандал разгорелся вокруг организации Союз поляков Беларуси, которой Минюст Беларуси отказал в перерегистрации. Достаточно жестко отреагировало руководство Польши: оно отказалось участвовать вместе с Беларусью на саммите государств Балтийско-Черноморского региона в Ялте и поддержало обращение Европейского союза к белорусским властям с требованием немедленного и тщательного расследования исчезновений видных оппозиционных деятелей.
9 февраля 2010 года Польша отозвала своего посла из Минска, в связи с ситуацией вокруг имущества Союза поляков в Ивенце, а 11 февраля Генрик Литвин возвратился в страну после консультаций. Незадолго до этого, 26 января МИД РБ вручил Генрику Литвину ноту, в которой привлекалось внимание к действиям польских дипломатов, не соответствующим «базовым международно-правовым документам, регулирующим деятельность иностранных дипломатов в странах аккредитации». Свою озабоченность ситуацией вокруг Союза поляков выразили и власти Евросоюза в лице Высокого представителя по иностранным делам и политике безопасности Кэтрин Эштон.
16 февраля 2009 года МИД Польши ввел односторонние санкции против белорусских чиновников.
29 декабря 2010 года МИД Польши отменил плату в 20 евро за национальные визы для граждан РБ.
18 января 2011 года МИД Польши запретил въезд в страну А. Лукашенко и ряду белорусских чиновников. 
В 2011 году Польша выдала Беларуси информацию о счетах минского правозащитника А. Беляцкого; после задержания Беляцкого МИД Польши принёс извинения за передачу информации.
28 февраля 2012 года МИД РБ предложил послу Польши выехать в Варшаву «для консультаций, чтобы довести своему руководству твердую позицию белорусской стороны о неприемлемости давления и санкций». Ранее в тот же день МИД РБ отозвал из Варшавы посла Беларуси для консультаций.
8 октября 2021 года временный поверенный посольства Беларуси был вызван в МИД Польши из-за обстановки на польско-белорусской границе. Пограничники Польши заявили, что патруль белорусских пограничников стрелял в их сторону холостыми патронами, Минск это отрицает. С 2021 года на границах Беларуси с Польшей, Литвой и Латвией наблюдается гуманитарный кризис. Соседствующие с Беларусью страны обвиняют Минск в оказании давления путем пособничества мигрантам. Президент Беларуси Александр Лукашенко заявляет, что эти страны взяли курс на конфронтацию.
В 2023 году правительства М. Моравецкого с 10 февраля закрыло движение в пункте пропуска «Бобровники» с польской стороны в «интересах государственной безопасности»; МИД Беларуси возложили на правительство Польши «всю ответственность за ухудшение условий деятельности своих перевозчиков», как на инициатора ограничительных мер. В ответ, 18 февраля правительство Беларуси ограничило въезд польским грузовикам и тягачам: «Отныне они смогут въезжать на территорию Республики Беларусь и покидать ее через любой грузовой пункт пропуска, однако исключительно на белорусско-польском участке границы» (таким образом, на границе двух государств оставались лишь один погранпункт для пропуска легкового транспорта и один – для грузового); а также, штат генерального консульства Польши в Гродно должен быть приведен к количественному паритету с числом сотрудников генерального консульства Беларуси в Белостоке. В свою очередь, польские власти вскоре приняли решение перекрыть движение белорусских грузовиков на последнем работающем контрольно-пропускном пункте между двумя государствами, КПП Кукурыки — Козловичи.

## Экономические отношения
Польша является важным торговым партнёром Беларуси. За 2004—2008 гг. совокупный объём товарооборота увеличился с 1203,8 до 2963,6 млн долларов при положительном сальдо для Беларуси. В 2010-е годы объём польского экспорта в Республику Беларусь превысил объём белорусского экспорта в Польшу (кроме 2018 года).
Товарооборот Беларуси и Польши в 2000—2019 годах (в млн USD):
Крупнейшие позиции белорусского экспорта в Польшу в 2017 году:
- Нефтепродукты (287,2 млн долларов);
- Древесно-стружечные плиты (96,2 млн долларов);
- Калийные удобрения (78,3 млн долларов);
- Древесно-волокнистые плиты (48,4 млн долларов);
- Сжиженный газ (39,2 млн долларов);
- Смешанные минеральные удобрения (37,1 млн долларов);
- Необработанные лесоматериалы (35,6 млн долларов);
- Проволока из нелегированной стали (26,8 млн долларов);
- Полированное стекло (25,3 млн долларов);
- Азотные удобрения (21,8 млн долларов);
- Клееная фанера (17,3 млн долларов);
- Свинец необработанный (13,2 млн долларов);
- Мебель (12,6 млн долларов);
- Дублёная кожа (10,1 млн долларов).

Крупнейшие позиции белорусского импорта из Польши в 2017 году:
- яблоки, груша, айва свежие (280 млн долларов);
- живые растения, черенки и отводки, мицелий гриба (40,8 млн долларов);
- овощи прочие (36,2 млн долларов);
- лекарства (26,3 млн долларов);
- электрические аккумуляторы (20,2 млн долларов);
- томаты (19,7 млн долларов);
- плиты, листы, плёнка из пластмасс (19,4 млн долларов);
- бумага, картон, вата из целлюлозных волокон (18,2 млн долларов);
- Пульты, панели, столы для электроаппаратуры (18 млн долларов);
- металлоконструкции из чёрных металлов (14,6 млн долларов);
- кислоты поликарбоновые и их производные (14,4 млн долларов);
- капуста (14,3 млн долларов);
- обувь из натуральной кожи (13,9 млн долларов);
- запчасти для автомобилей и тракторов (13,4 млн долларов);
- Пластмассовая тара (13,1 млн долларов);
- Пищевые продукты прочие (12,8 млн долларов);
- Прицепы и полуприцепы (12,2 млн долларов);
- Бумага и картон мелованные (11,3 млн долларов);
- Машины и устройства для подъёма, перемещения, погрузки или разгрузки (11,3 млн долларов);
- Арматура для трубопроводов (11,3 млн долларов);
- Кокс и полукокс (11 млн долларов).

## Культурное сотрудничество

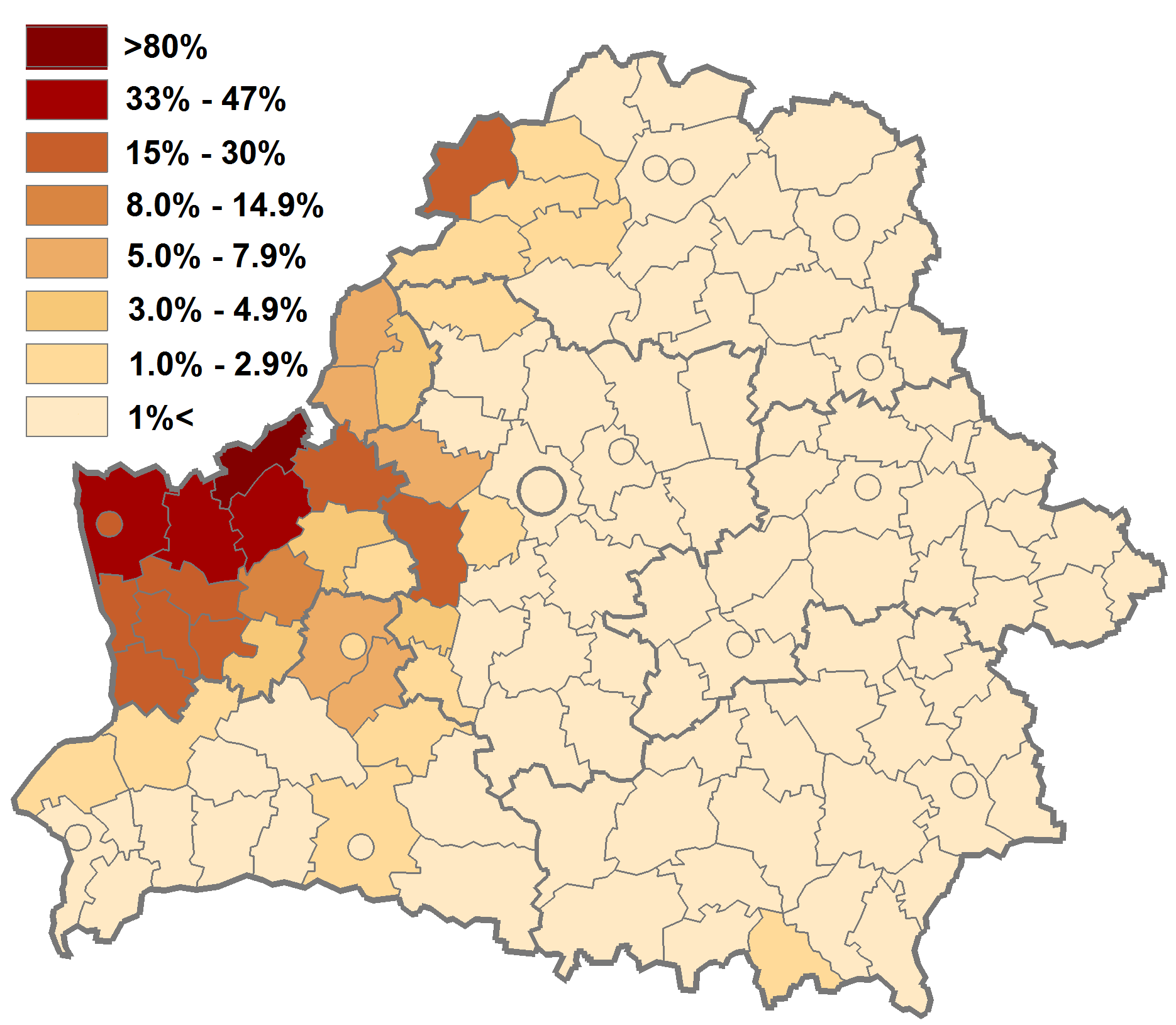
Доля этнических поляков в населении районов и городов областного подчинения и Минска (условно показаны кружками) по данным переписи населения 2009 г.

При поддержке правительства Польши в Минске действует Польский институт.

## Дипломатические представительства
Посольство Польши в Беларуси: 
Послом Польши в Беларуси до 2023 года был Артур Михальский.
Также действуют два генеральных консульства Беларуси — в Белостоке и Гданьске, а также консульство в Бяла-Подляске и временный пункт консульского приёма в Августове. В Беларуси, кроме посольства, работают два генеральных консульства — в Гродно и Бресте.

### Послы Беларуси в Польше
Посольство Беларуси в Польше:
- 1992—1994 — Владимир Сенько
- 1994—1995 — Георгий Станиславович Таразевич
- 1995—2000 — Виктор Бурский
- 2000—2002 — Николай Кречко
- 2002—2008 — Павел Латушко[20]
- 2008—2014 — Виктор Гайсёнок
- 2014—2019 — Александр Аверьянов
- 2019—2022 — Владимир Чушев